# Балдонський край
Ба́лдонський кра́й (латис. Baldones novads) — адміністративно-територіальна одиниця Латвійської Республіки. Розташований у центральній частині країни, в історичному регіоні Семигалія. Адміністративний центр — Балдоне. Створений 2009 року. Площа — 179,1 км². Населення — 5478 осіб (2011). До складу краю входять 1 місто і 1 волость.